# 日南線
日南線（にちなんせん）は、宮崎県宮崎市の南宮崎駅から鹿児島県志布志市の志布志駅までを結ぶ九州旅客鉄道（JR九州）の鉄道路線（地方交通線）である。
日南海岸沿いや鰐塚山地を縫って走り、宮崎県南部や鹿児島県東部の市町を結ぶ行楽・地域輸送路線である。
日南線内では南宮崎駅と田吉駅のみICカード「SUGOCA」が利用可能である。一般向けリアルタイム列車位置情報システム「どれどれ」は、南宮崎駅 - 田吉駅のみ「宮崎空港線」として、列車位置情報がスマートフォンアプリで配信されている。

## 路線データ
- 管轄（事業種別）：九州旅客鉄道（第一種鉄道事業者）
- 路線距離（営業キロ）：88.9km
- 軌間：1067mm
- 駅数：28（起終点駅含む）
  - 日南線所属駅に限定した場合、起点の南宮崎駅（日豊本線所属[5]）が除外され、27駅となる。
- 複線区間：なし（全線単線）
- 電化区間：南宮崎駅 - 田吉駅間（交流20,000V・60Hz）
- 閉塞方式：
  - 南宮崎 - 田吉間：特殊自動閉塞式（軌道回路検知式）
  - 田吉 - 志布志間：特殊自動閉塞式（電子符号照査式）
- 保安装置：ATS‐SK、ATS-DK（南宮崎 - 田吉間のみ）
- 最高速度：85km/h[2]

全線宮崎支社の管轄、管理駅は宮崎乗務センター南宮崎指令である。

## 運行形態
気動車を使用した南宮崎方面 - 青島・油津・志布志方面と、電化区間のみを運行する電車を使用した宮崎空港線直通列車の2つの運転系統に分かれるが、後者でも特急に関しては、宮崎空港線分岐駅の田吉駅に停車しないため、前者の運転系統のみが「日南線の列車」として案内される場合が多い（宮崎空港方面は日南線の区間を含めて「空港線」の路線愛称がある）。ここでは、主に宮崎空港線へ直通しない列車について記す。
ほとんどの列車が、日豊本線宮崎駅発着で南宮崎駅から乗り入れているが、上り列車は南宮崎行きが多い。朝ラッシュ時には日豊本線佐土原駅まで、夕方には佐土原駅から乗り入れる列車があったが、2022年9月23日のダイヤ改正で、南宮崎発着の線内運転となっている。
すべての普通列車で、ワンマン運転を実施しているが、日中の一部の列車には乗車券の発行のために車掌が乗務し特別改札を実施する場合がある。宮崎駅 - 志布志駅間の全区間を走行する列車が運転されているほか、宮崎駅・南宮崎駅 - 青島駅・油津駅・南郷駅間と油津駅 - 志布志駅間の区間列車が運転されている。宮崎駅・南宮崎駅 - 油津駅・南郷駅間は区間列車を含めておむね1 - 2時間に1本程度運転されているが、南郷駅 - 志布志駅間では日中に3 - 4時間ほど運転されない時間帯がある。また、梅雨期・台風シーズンには雨量計が規制値を超えて運転見合わせになることもある。特に2020年以降は4年連続で大雨によって被災している。
宮崎駅 - 志布志駅間には、かつての大隅線直通の快速「佐多」を前身とする快速「日南マリーン号」が1日1往復設定されている。2017年のダイヤ改正により、下り列車が飫肥駅から各駅停車となったため、快速区間は田吉駅 - 飫肥駅間である。また、下りは宮崎発志布志行き、上りは南郷発宮崎行きであったが、2021年3月13日のダイヤ改正で上下とも宮崎駅 - 志布志駅間の運転となり、2022年9月23日から2024年3月15日までは上りが志布志発南宮崎行きとなっていた。2025年3月15日からは下りが南宮崎発志布志行きとなった。
2009年10月10日から、観光特急列車「海幸山幸」が宮崎駅 - 南郷駅間で運行されている。車両は、廃止された高千穂鉄道より譲渡されたTR-400形をキハ125形400番台へと改造して使用している。田吉駅から先の油津・南郷方面では初の特急列車運転となる。
非電化区間の田吉駅 - 志布志駅間を走行する普通列車には、国鉄時代に製造されたキハ40形・キハ47形が使用されており、キハ125形0番台や、キハ200系などの民営化以降に製造された車両は運用に入ったことがないが、2001年 - 2006年の一時期はキハ31形（鹿児島運転所（現・鹿児島鉄道事業部鹿児島車両センター）、日南鉄道事業部運用）が運用されていた時期もあった。
2016年（平成28年）12月22日よりスマートフォンアプリ「JR九州アプリ」内において、リアルタイム列車位置情報システム「どれどれ」が運用開始された。日南線の閉塞方式の都合により「南宮崎 - 田吉間」のみ対応し、「宮崎空港線」として配信されている（田吉 - 志布志間の電子符号照査式は列車運行システムJACROS非対応のため）。

### 宮崎空港直通
南宮崎駅 - 田吉駅間には宮崎空港線と直通する列車が多数運転されており、南宮崎駅から日豊本線の延岡方面まで直通している。日豊本線の特急列車も一部が直通している。特急は南宮崎駅のみ停車し、宮崎空港線分岐駅の田吉駅を通過する。なお田吉駅での青島方面と宮崎空港方面の接続は完全ではない。

## 歴史
北郷 - 志布志間は、当初、志布志線の一部として開業した。このうち、飫肥 - 油津間は宮崎県営鉄道飫肥線という軌間762mmの軽便鉄道として開業した路線を、改正鉄道敷設法の予定線に重なることから1935年（昭和10年）に国有化し、その後志布志線として新線（軌間1067mm）に切り替えたもので、一部は実質的に改軌したものである。
南宮崎 - 北郷間は、1963年（昭和38年）に開業した。これは、宮崎交通が1962年（昭和37年）に廃止した南宮崎 - 内海間の線路跡を利用したもの。この時に、志布志線と繋がり、志布志 - 北郷間を編入して南宮崎 - 志布志間が日南線となり、志布志線は西都城 - 志布志間となった。日南線の終点となった志布志駅は、日南線の他にも、志布志線、大隅線が合流する交通の要衝で、機関区を擁していたが、1987年（昭和62年）には、志布志線、大隅線が特定地方交通線として廃止され、1990年（平成2年）には東方へ移転して1線のみに縮小された。
2008年度分の統計によると、日南線の輸送密度（平均通過数量）は851人/日であり、JR九州の路線のうちでは3番目に少ない（最下位は吉都線、2番目に少ないのは肥薩線）。この数字は、特定地方交通線として廃止された志布志線と大隅線の廃止対象とされた当時の輸送密度の半分程度である。
なお、日南線自身は1968年に赤字83線として選定されたが廃止されなかった。国鉄末期の特定地方交通線（廃止・転換対象路線）選定の際、当初は第3次特定地方交通線に選定される予定とされていたが、1987年（昭和62年）時点で代替輸送道路が未整備だったため、第3次廃止対象特定地方交通線から除外された。

### 宮崎軽便鉄道→宮崎鉄道→宮崎交通
- 1913年（大正2年）10月31日 【開業】宮崎軽便鉄道 赤江（現在の南宮崎） - 内海 【駅新設】赤江、田吉（初代）、南方（初代。簡易停車場）、木花（初代）、青島（初代）、折生迫（初代）、内海（初代）
- 1914年（大正3年）7月15日 【簡易停車場→停留場】南方
- 1915年（大正4年）
  - 3月20日 【停留場新設】曽山寺（初代）
  - 7月1日 【駅名改称】赤江→大淀
- 1920年（大正9年）6月26日 【社名変更】宮崎軽便鉄道→宮崎鉄道[15]
- 1923年（大正12年）10月22日 【停留場新設】青島温泉
- 1939年（昭和14年）3月21日 【停留場名改称】青島温泉→子供の国（初代）
- 1942年（昭和17年）
  - 4月1日 【駅名改称】大淀→南宮崎
  - 4月7日 【仮停留場新設】本郷
- 1943年（昭和18年）8月24日 戦時企業統合政策により宮崎鉄道が宮崎交通となる。
- 1943年（昭和18年）9月1日 【仮停留場廃止】本郷
- 1949年（昭和24年）1月20日 【停留場新設】江佐原
- 1962年（昭和37年）
  - 1月 青島 - 内海間が土砂崩れのため休止となる。
  - 7月1日 【路線廃止】南宮崎 - 内海 【駅廃止】飛行場前、田吉（初代）、南方（初代）、江佐原、木花（初代）、曽山寺（初代）、子供の国（初代）、青島（初代）、折生迫（初代）、白浜、内海（初代）

### 宮崎県営鉄道飫肥線・宮崎県営軌道→国有鉄道油津線
- 1912年（明治45年）2月10日 鉄道免許状下付（油津 - 飫肥間）[16]。
- 1913年（大正2年）8月18日 【開業】宮崎県営鉄道飫肥線 飫肥 - 油津（3.9M→6.4km） 【駅新設】油津（初代）、一里松、飫肥（初代）[17]
- 1914年（大正3年）6月21日 【停留場新設】星倉[18]
- 1919年（大正8年）6月3日 【駅→停留場】一里松
- 1929年（昭和4年）3月5日 【停留場新設】妻手橋、宮之前
- 1930年（昭和5年）10月1日 【停留場→駅】一里松
- 1931年（昭和6年）
  - 6月15日 【停留場→駅】星倉
  - 9月8日 【延伸開業】飫肥（2代） - 東飫肥(0.4km) 【駅新設】飫肥（2代） 【駅名改称】飫肥（初代）→東飫肥[19]
- 1932年（昭和7年）8月1日 【開業】宮崎県営軌道 星倉 - 大藤(5.3km) 【停留場開業】（貨）殿所、（貨）内之田、（貨）大藤
- 1935年（昭和10年）7月1日 【買収・国有化】油津線 飫肥 - 油津(6.8km)、星倉 - 大藤(5.3km)
- 1937年（昭和12年）4月5日 【駅名改称】油津→元油津
- 1941年（昭和16年）10月28日 【路線廃止】油津線 飫肥 - 元油津(-6.8km)、星倉 - 大藤(-5.3km)。※志布志線延伸開業にともない。元油津付近は、改軌の上志布志線の貨物支線に流用） 【駅廃止】元油津、妻手橋、一里松、宮之前、星倉、東飫肥、飫肥（2代）、（貨）殿所、（貨）内之田、（貨）大藤

### 志布志線
- 1935年（昭和10年）4月15日 【延伸開業】志布志 - 榎原(28.5km) 【駅新設】大隅夏井、福島今町、福島仲町、日向北方、日向大束、榎原
- 1936年（昭和11年）3月1日 【延伸開業】榎原 - 大堂津(10.2km) 【駅新設】南郷、大堂津
- 1937年（昭和12年）4月19日 【延伸開業】大堂津 - 油津(4.3km) [20]【駅新設】油津（2代）
- 1941年（昭和16年）10月28日 【延伸開業】油津 - 北郷(13.5km)、油津 - 元油津（1.0km。貨物支線。実態は、油津線起点付近の改軌新線） 【駅新設】吾田、飫肥（3代）、内之田、北郷
- 1949年（昭和24年）
  - 1月15日 【駅新設】谷之口
  - 9月15日 【仮乗降場新設】福島高松
- 1950年（昭和25年）1月10日 【仮乗降場→駅】福島高松
- 1952年（昭和27年）1月1日 【駅名改称】吾田→日南
- 1959年（昭和34年）10月1日 【駅名改称】福島仲町→串間
- 1960年（昭和35年）7月25日 【貨物支線廃止】油津 - 元油津(-1.0km)

### 日南線
- 1963年（昭和38年）5月8日 【開業】日南線 南宮崎 - 北郷(+32.5km) （旅客営業のみ） 【編入】志布志線 志布志 - 北郷(+56.5km) （南宮崎 - 志布志間が日南線となる） 【駅新設】田吉（2代）、南方（2代）、木花（2代）、曽山寺（2代）、子供の国（2代）、青島（2代）、内海（2代）、小内海、伊比井
- 1964年（昭和39年）3月30日 【貨物営業開始】 南宮崎 - 北郷(32.5km)
- 1966年（昭和41年）12月1日 【駅新設】折生迫
- 1969年（昭和44年）6月30日　沿線一帯に集中豪雨、谷之口 - 榎原間で道床が南郷川に洗い流されて流失[21]
- 1971年（昭和46年）10月1日 【駅廃止】田吉（2代）
- 1975年（昭和50年）1月20日 無煙化により蒸気機関車運行列車が廃止される[22]。
- 1982年（昭和57年）11月15日 【貨物営業廃止】全線[23]
- 1984年（昭和59年）3月18日 【臨時乗降場新設】運動公園
- 1987年（昭和62年）4月1日 【承継】九州旅客鉄道（第1種鉄道事業者） 【臨時乗降場→駅】運動公園
- 1990年（平成2年）
  - 2月20日 【改キロ】志布志駅が移転し0.1 km短縮
  - 8月8日 【臨時駅設置】食と緑博覧会（南宮崎・南方間、現田吉駅より南方側、1990年（平成2年）9月17日廃止）
- 1992年（平成4年）12月1日 タブレット閉塞式から特殊自動閉塞式に変更（南郷駅のみ翌年3月16日使用開始）[24]。
- 1994年（平成6年）3月1日 ワンマン運転開始[25]
- 1996年（平成8年）7月18日 宮崎空港線開業 【電化】南宮崎 - 田吉間。【駅新設】田吉（3代）
- 2011年（平成23年）1月26日-28日 霧島山新燃岳噴火で、青島 - 志布志間が不通
- 2015年（平成27年）11月14日 南宮崎 - 田吉間でICカード「SUGOCA」の利用が可能となる[26]。
- 2016年（平成28年）12月22日 列車位置情報システム「どれどれ」が運用開始され、当線では南宮崎 - 田吉のみ列車位置情報を配信[4]。
- 2017年（平成29年）
  - 3月4日 快速「日南マリーン号」の下り列車が谷之口駅・日向北方駅・大隅夏井駅に停車となり、事実上飫肥駅より各駅停車となる。
  - 10月 南宮崎駅構内を構内連動装置を電子連動装置に更新。日南線の管理駅を南宮崎駅から宮崎乗務センター南宮崎指令に変更。
- 2020年（令和2年）
  - 7月8日 令和2年7月豪雨の影響で線路に土砂が流入。南郷 - 志布志間が不通となる[27]。
  - 7月13日 南郷 - 志布志間で運転を再開[28]。
- 2021年（令和3年）
  - 3月13日 ダイヤ改正で快速「日南マリーン号」の上り列車が志布志発に変更、折生迫駅・内海駅・小内海駅が通過となり、上下列車で停車駅を統一[29]。
  - 9月16日 台風14号の接近に伴う大雨による土砂流入により小内海駅周辺で土砂災害が発生し、青島 - 志布志間で不通となる[30][31]。
  - 12月11日 青島 - 志布志間が運転再開[32][33]。
- 2022年（令和4年）
  - 4月1日 宮崎支社の発足により、当線の管轄を鹿児島支社から同支社へ移管[34]。
  - 9月19日 台風14号の接近に伴う大雨により、青島 - 志布志間で不通となる。
  - 9月23日 青島 - 南郷間で運行を再開[35]。ダイヤ改正に伴い、日豊本線宮崎以北への乗り入れがなくなり、「日南マリーン号」の上り列車が南宮崎駅止めとなる[36]。
- 2023年（令和5年）
  - 1月21日 南郷 - 福島今町間で運行を再開[37]。
  - 3月15日 福島今町 - 志布志間で運行を再開し、全線運転再開[38]。
  - 10月1日：JR九州サービスサポートへの業務委託を終了し、同社の業務委託駅がJR九州直営となる。
- 2024年（令和6年）
  - 3月16日：ダイヤ改正にて、「日南マリーン号」の上り列車が宮崎行きに延長[10]。
  - 9月7・8日：日向坂46のコンサート「ひなたフェス2024」開催に伴う多客輸送のため、両日に宮崎・南宮崎 - 木花・青島間で臨時快速（一部は普通ならびに南宮崎駅で乗換えを要する列車もあり）を下り10本・上り18本運行[39]。
  - 10月22日：線状降水帯による豪雨により、南郷 - 志布志間で不通になる。尚、同年12月2日に運転を再開している。
- 2025年（令和7年）
  - 3月15日：ダイヤ改正にて、「日南マリーン号」の下り列車が南宮崎発に短縮[11]。
  - 同年度中：田吉 - 青島間でICカード「SUGOCA」が利用可能となる予定[40]。

## 駅一覧
便宜上、直通列車の多い日豊本線宮崎駅からの区間を記載。累計営業キロは南宮崎駅からのもの。
- 区分…直：直営駅、簡：簡易委託駅、空欄：無人駅
- 停車駅
  - 普通列車はすべての駅に停車
  - 快速＝快速「日南マリーン号」…●：停車駅、｜：通過駅
  - 特急「海幸山幸」は列車記事参照
- 線路（全線単線） … ◇：列車交換可、｜：列車交換不可

| 路線名   | 電化状況   | 駅名     | 区分 | 営業キロ | 営業キロ | 快速                      | 接続路線                                    | 線路              | 所在地            | 所在地 |
| 路線名   | 電化状況   | 駅名     | 区分 | 駅間     | 累計     | 快速                      | 接続路線                                    | 線路              | 所在地            | 所在地 |
| -------- | ---------- | -------- | ---- | -------- | -------- | ------------------------- | ------------------------------------------- | ----------------- | ----------------- | ------ |
| 日豊本線 | 交流電化   | 宮崎駅   | 直   | -        | 2.6      | ●                         | 九州旅客鉄道：■日豊本線（延岡・大分方面）   | ◇                 | 宮崎県            | 宮崎市 |
| 日豊本線 | 交流電化   | 南宮崎駅 | 直   | 2.6      | 0.0      | ●                         | 九州旅客鉄道：■日豊本線（都城・鹿児島方面） | ◇                 | 宮崎県            | 宮崎市 |
| 日南線   | 交流電化   | 南宮崎駅 | 直   | 2.6      | 0.0      | ●                         | 九州旅客鉄道：■日豊本線（都城・鹿児島方面） | ◇                 | 宮崎県            | 宮崎市 |
| 田吉駅   | 交流電化   |          | 2.0  | 2.0      | ●        | 九州旅客鉄道：■宮崎空港線 | ◇                                           |                   | 宮崎県            | 宮崎市 |
| 非電化   | 南方駅     |          | 2.2  | 4.2      | ｜       |                           | ｜                                          |                   | 宮崎県            | 宮崎市 |
| 非電化   | 木花駅     |          | 3.3  | 7.5      | ●        |                           | ◇                                           |                   | 宮崎県            | 宮崎市 |
| 非電化   | 運動公園駅 |          | 1.5  | 9.0      | ●        |                           | ｜                                          |                   | 宮崎県            | 宮崎市 |
| 非電化   | 曽山寺駅   |          | 1.2  | 10.2     | ｜       |                           | ｜                                          |                   | 宮崎県            | 宮崎市 |
| 非電化   | 子供の国駅 |          | 1.2  | 11.4     | ●        |                           | ｜                                          |                   | 宮崎県            | 宮崎市 |
| 非電化   | 青島駅     |          | 1.3  | 12.7     | ●        |                           | ◇                                           |                   | 宮崎県            | 宮崎市 |
| 非電化   | 折生迫駅   |          | 1.1  | 13.8     | ｜       |                           | ｜                                          |                   | 宮崎県            | 宮崎市 |
| 非電化   | 内海駅     |          | 3.7  | 17.5     | ｜       |                           | ｜                                          |                   | 宮崎県            | 宮崎市 |
| 非電化   | 小内海駅   |          | 2.4  | 19.9     | ｜       |                           | ｜                                          |                   | 宮崎県            | 宮崎市 |
| 非電化   | 伊比井駅   |          | 3.4  | 23.3     | ●        |                           | ◇                                           | 日南市            | 宮崎県            |        |
| 非電化   | 北郷駅     |          | 9.2  | 32.5     | ●        |                           | ◇                                           | 日南市            | 宮崎県            |        |
| 非電化   | 内之田駅   |          | 4.6  | 37.1     | ｜       |                           | ｜                                          | 日南市            | 宮崎県            |        |
| 非電化   | 飫肥駅     | 簡       | 2.7  | 39.8     | ●        |                           | ◇                                           | 日南市            | 宮崎県            |        |
| 非電化   | 日南駅     | 簡       | 4.0  | 43.8     | ●        |                           | ｜                                          | 日南市            | 宮崎県            |        |
| 非電化   | 油津駅     | 簡       | 2.2  | 46.0     | ●        |                           | ◇                                           | 日南市            | 宮崎県            |        |
| 非電化   | 大堂津駅   |          | 4.3  | 50.3     | ●        |                           | ◇                                           | 日南市            | 宮崎県            |        |
| 非電化   | 南郷駅     | 簡       | 2.7  | 53.0     | ●        |                           | ｜                                          | 日南市            | 宮崎県            |        |
| 非電化   | 谷之口駅   |          | 3.1  | 56.1     | ●        |                           | ｜                                          | 日南市            | 宮崎県            |        |
| 非電化   | 榎原駅     |          | 4.4  | 60.5     | ●        |                           | ◇                                           | 日南市            | 宮崎県            |        |
| 非電化   | 日向大束駅 |          | 8.1  | 68.6     | ●        |                           | ◇                                           | 串間市            | 宮崎県            |        |
| 非電化   | 日向北方駅 |          | 3.2  | 71.8     | ●        |                           | ｜                                          | 串間市            | 宮崎県            |        |
| 非電化   | 串間駅     | 簡       | 2.6  | 74.4     | ●        |                           | ｜                                          | 串間市            | 宮崎県            |        |
| 非電化   | 福島今町駅 |          | 2.8  | 77.2     | ●        |                           | ◇                                           | 串間市            | 宮崎県            |        |
| 非電化   | 福島高松駅 |          | 2.4  | 79.6     | ●        |                           | ｜                                          | 串間市            | 宮崎県            |        |
| 非電化   | 大隅夏井駅 |          | 4.9  | 84.5     | ●        |                           | ｜                                          | 鹿児島県 志布志市 | 鹿児島県 志布志市 |        |
| 非電化   | 志布志駅   |          | 4.4  | 88.9     | ●        |                           | ｜                                          | 鹿児島県 志布志市 | 鹿児島県 志布志市 |        |

1. ↑  宮崎空港線の列車はすべて南宮崎駅へ乗り入れる。

### 廃止路線
- 油津駅 - 元油津駅（1.0km。1960年7月25日廃止時点で志布志線の貨物支線）

### 過去の接続路線
- 志布志駅：
  - 大隅線 - 1987年3月14日廃止
  - 志布志線 - 1987年3月28日廃止

## 利用状況

### 平均通過人員
各年度の平均通過人員（人/日）および旅客運輸収入は以下のとおりである。
| 年度                   | 平均通過人員（人/日） | 平均通過人員（人/日） | 平均通過人員（人/日） | 平均通過人員（人/日） | 旅客運輸収入 （百万円/年） | 出典   |
| 年度                   | 全区間                | 南宮崎 - 田吉         | 田吉 - 油津           | 油津 - 志布志         | 旅客運輸収入 （百万円/年） | 出典   |
| ---------------------- | --------------------- | --------------------- | --------------------- | --------------------- | -------------------------- | ------ |
| 1987年度（昭和62年度） | 1,423                 | 2,129                 | 2,129                 | 669                   |                            | [ 41 ] |
| 2016年度（平成28年度） | 779                   | 3,615                 | 1,193                 | 222                   | 274                        | [ 41 ] |
| 2017年度（平成29年度） | 774                   | 3,726                 | 1,189                 | 210                   | 282                        | [ 42 ] |
| 2018年度（平成30年度） | 752                   | 3,770                 | 1,160                 | 193                   | 282                        | [ 43 ] |
| 2019年度（令和元年度） | 741                   | 3,733                 | 1,133                 | 199                   | 273                        | [ 44 ] |
| 2020年度（令和02年度） | 594                   | 2,163                 | 934                   | 171                   | 166                        | [ 45 ] |
| 2021年度（令和03年度） | 2,452                 | 2,452                 | 非開示                | 非開示                | 169                        | [ 46 ] |
| 2022年度（令和04年度） | 1,017                 | 3,289                 | 914                   | 非開示                | 217                        | [ 47 ] |

### 線区別収支
平均通過人員が2,000人/日未満の線区（田吉駅 - 油津駅間、油津駅 - 志布志駅間）における各年度の収支（営業収益、営業費、営業損益）は以下のとおりである。▲はマイナスを意味する。
| 年度                   | 収支（百万円） | 収支（百万円） | 収支（百万円） | 出典   |
| 年度                   | 営業収益       | 営業費         | 営業損益       | 出典   |
| ---------------------- | -------------- | -------------- | -------------- | ------ |
| 2018年度（平成30年度） | 212            | 697            | ▲485           | [ 48 ] |
| 2019年度（令和元年度） | 207            | 611            | ▲403           | [ 49 ] |
| 2020年度（令和02年度） | 128            | 697            | ▲569           | [ 50 ] |
| 2021年度（令和03年度） | 非開示         | 非開示         | 非開示         | [ 51 ] |
| 2022年度（令和04年度） | 154            | 832            | ▲678           | [ 52 ] |

| 年度                   | 収支（百万円） | 収支（百万円） | 収支（百万円） | 出典   |
| 年度                   | 営業収益       | 営業費         | 営業損益       | 出典   |
| ---------------------- | -------------- | -------------- | -------------- | ------ |
| 2018年度（平成30年度） | 38             | 436            | ▲398           | [ 48 ] |
| 2019年度（令和元年度） | 38             | 395            | ▲357           | [ 49 ] |
| 2020年度（令和02年度） | 23             | 421            | ▲398           | [ 50 ] |
| 2021年度（令和03年度） | 非開示         | 非開示         | 非開示         | [ 51 ] |
| 2022年度（令和04年度） | 非開示         | 非開示         | 非開示         | [ 52 ] |